# Satellitenstation Graz-Lustbühel

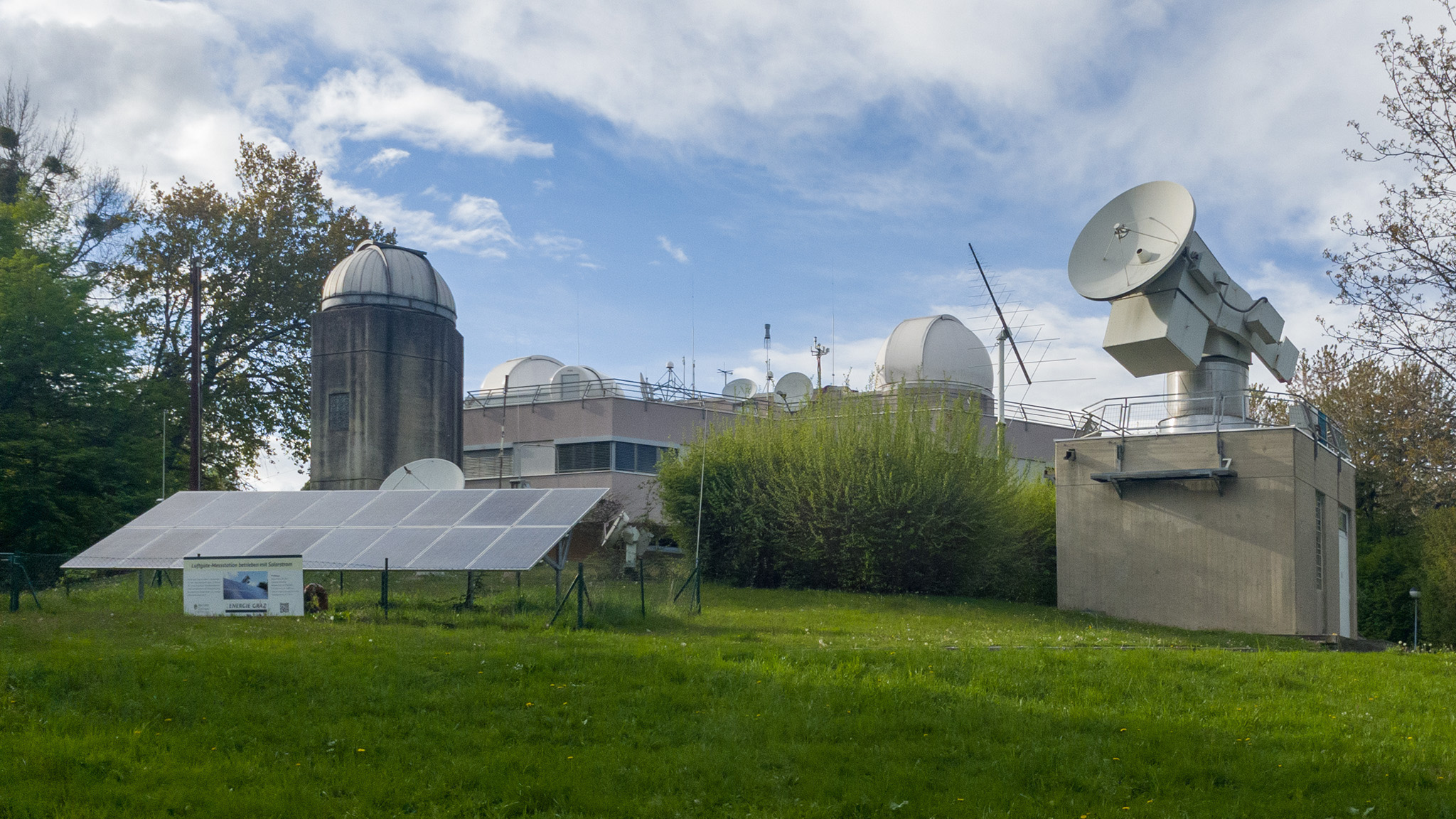
Gebäude mit Kuppeln und Antennen der Station

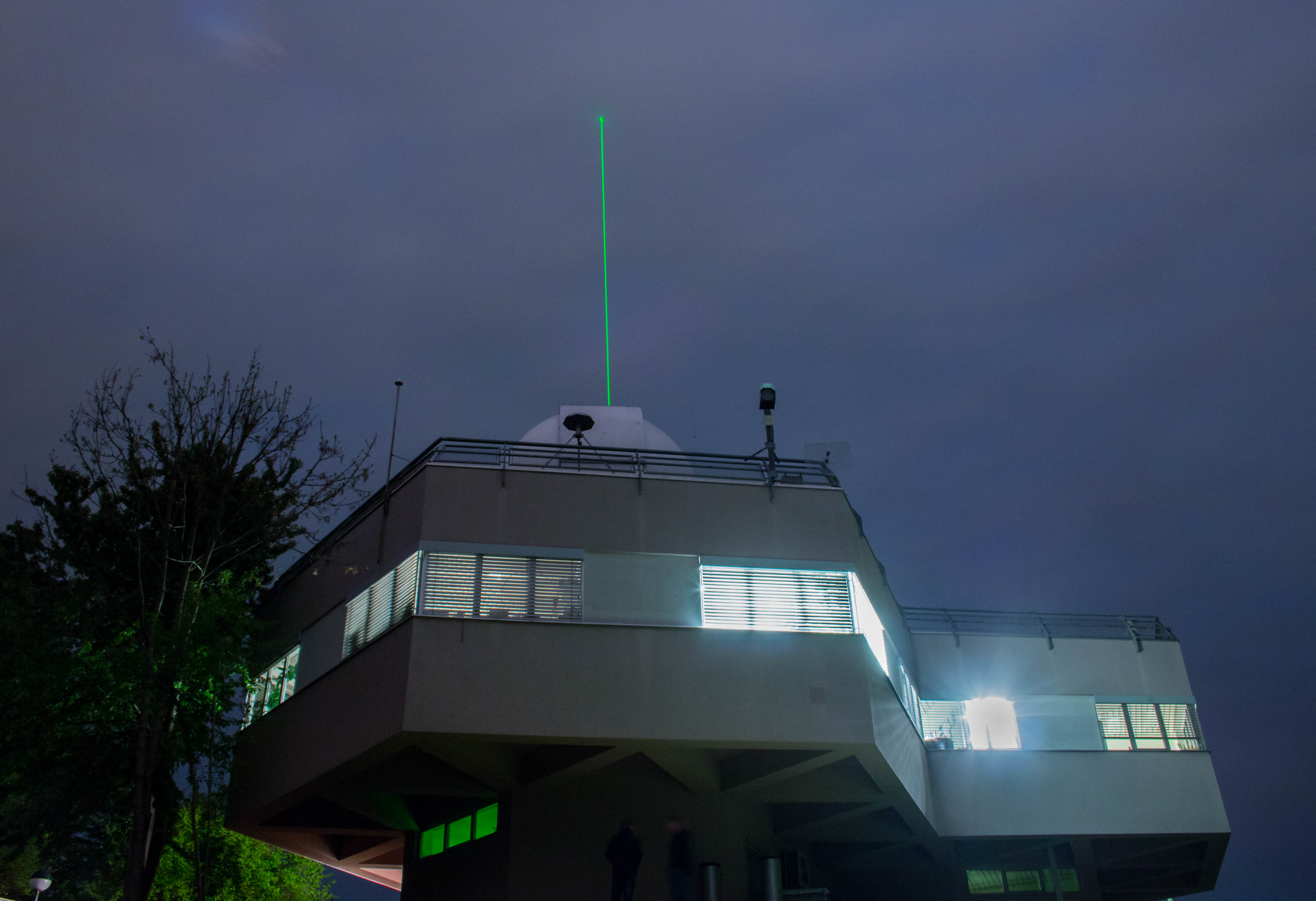
Observatorium bei Nacht mit dem Satellite Laser Ranging

Die Satellitenstation Graz-Lustbühel, welche Teil des Observatorium Lustbühel ist, ist Österreichs Fundamentalstation für die kosmische- und Satellitengeodäsie.

## Standort und Zweck
Sie befindet sich in der Nähe des Stadtrandes der steirischen Landeshauptstadt Graz im neunten Gemeindebezirk Waltendorf auf einem Riedel, der an dieser Stelle den Namen Lustbühel trägt. Das Observatorium dient auch Zwecken der Astronomie und der Nachrichtentechnik und beherbergt damit Einrichtungen der Universität Graz, der Technischen Universität Graz, sowie der Österreichischen Akademie der Wissenschaften.

## Messtechnische Ausstattung

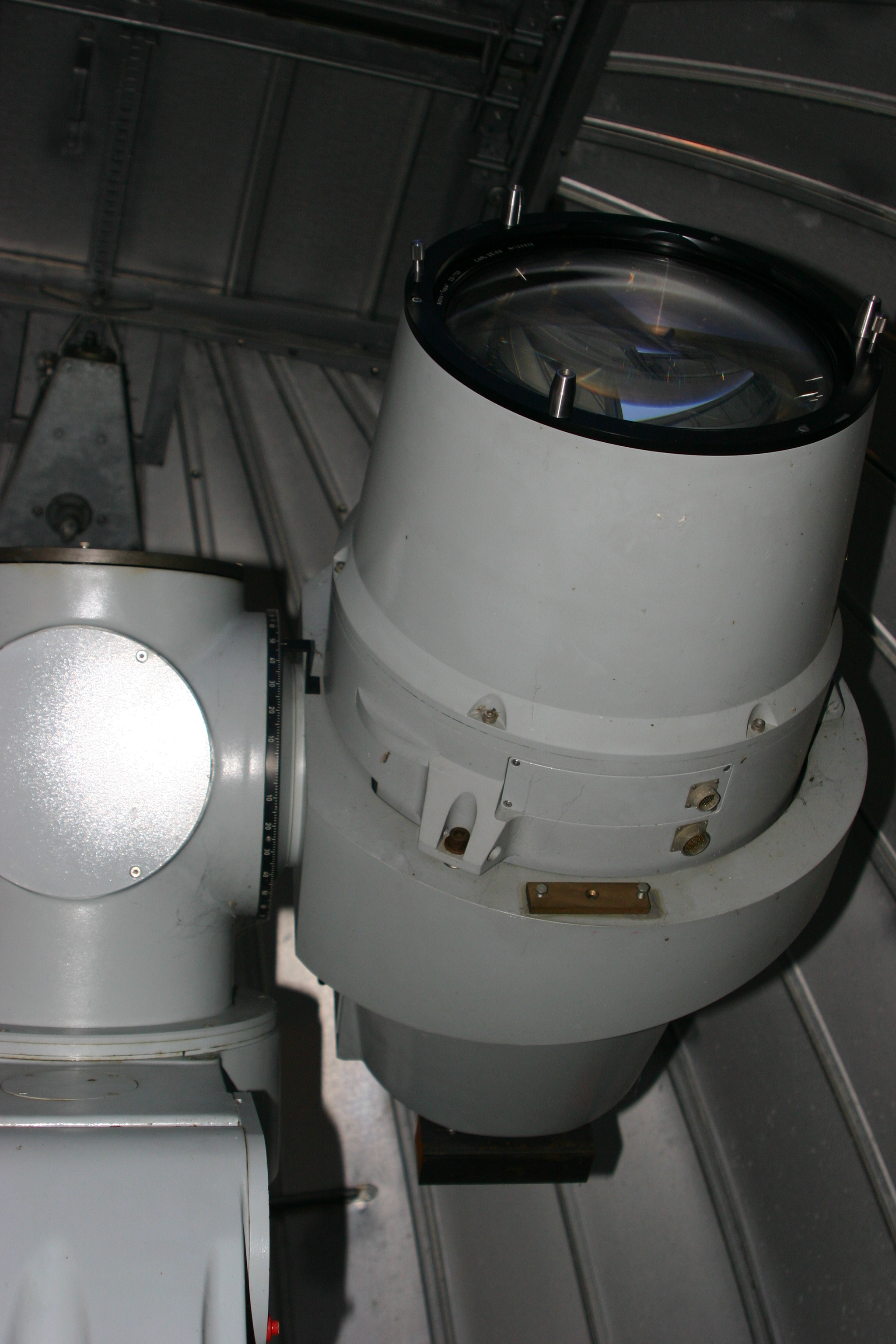
BMK 75 der Satellitenstation Graz-Lustbühel

Die Satellitenstation besitzt eine große Satellitenkamera vom Bautyp Zeiss BMK 75, die vor einigen Jahren in Kooperation mit der TU Wien von Fotoplatten auf CCD-Technik umgebaut wurde. Seither wird sie auch für Beobachtungen von Asteroiden eingesetzt und zur Detektion von Weltraumschrott erprobt.
Zur weiteren Ausstattung zählen:
- Die Messeinheit für das Satellite Laser Ranging (SLR). Sie ist bereits die dritte, seit den 1970er-Jahren in Graz entwickelte Messeinheit und hat weltweit als erste die 1-cm-Genauigkeitsschranke unterschritten. Bei einigen Lasersatelliten gelangen dem Team die ersten Messungen nach dem Start (siehe auch GFZ-1);
- eine Reihe von GPS- und GLONASS-Empfängern für präzise Distanzmessungen (Pseudoranging und dGPS) zu den 20.000 km hoch kreisenden Satelliten des NAVSAT-Systems und der künftigen Galileo Satellitennavigation;
- Beide Messmethoden (LASER und GPS) tragen wesentlich zum weltweiten Monitoring der Erdrotation und der Polbewegung bei – siehe IGS und IERS.
- Weitere Empfänger und Antennen für Sonderzwecke (Mikrowellen, Doppler usw.)

## Geschichte und Organisationsform
1943 wurde auf Vorschlag von Karl Stumpff in der Nähe des Schlosses Lustbühel im Osten von Graz von der Stadtgemeinde ein Grundstück gepachtet, um darauf eine kleine Sternwarte zu errichten. Ursache dafür war die Tatsache, dass die Beobachtungsbedingungen an der Universität Graz immer schlechter wurden. Im Jahre 1957 erreichte Oskar Mathias, dass dieses Grundstück durch den Bund angekauft wurde und dass im Jahre 1969 durch weiteren Zukauf eine Gesamtfläche von 18.455 m² erreicht wurde. Da zunächst alle Anträge auf den Bau eines kleinen Observatoriums negativ beschieden wurden, schritt Prof. Mathias zur Selbsthilfe: In kleinen Holzhütten wurden die von ihm hergestellten Fernrohre montiert. Die Fundamente dieses Baus sind heute noch im südlichen Bereich des Grundstücks erkennbar.
Ende der sechziger Jahre eröffnete sich ein neuer Weg: Durch das unmittelbare Interesse des Institutes für Meteorologie und Geophysik der Universität (Otto Burkard) und des damaligen Institutes für Geodäsie II an der TH Graz (Karl Rinner), die beide einen ungestörten Ort für Satellitenbeobachtungen außerhalb der Stadt suchten, gelang es, die Behörden zu neuer Aktivität zu motivieren. 1971 wurde das Raum- und Funktionsprogramm eines Observatoriums erstellt, und entsprechende Pläne wurden durch das Landesbauamt ausgearbeitet, die dann dem Ministerium vorgelegt werden konnten. Inzwischen war auch das Institut für Nachrichtentechnik und Wellenausbreitung der TH Graz (Willibald Riedler) als vierter Partner dazugekommen.
Im Juni 1972 kam die Zustimmung der Behörden und im August 1974 wurde der Bau begonnen, der auch dem neu gegründeten Institut für Weltraumforschung (IWF) der Österreichischen Akademie der Wissenschaften dienen sollte. Das gesamte Projekt wurde durch die Stadt Graz und den Wissenschaftsförderungsfonds (FWF) unterstützt. Die feierliche Eröffnung fand im Dezember 1976 statt. Nach mehr als dreißigjährigem Betrieb wurde das Observatorium zwischen August und Dezember 2007 innen und außen saniert.
Die etwa 1970 gegründete Satellitenstation hätte ursprünglich im Bereich der TU Wien entstehen sollen, wurde jedoch auf Empfehlung von Karl Ledersteger in die klimatisch günstigere Südsteiermark verlegt, wo sich an der TH Graz bereits in den 1960er Jahren eine Forschungsgruppe für Satellitengeodäsie um Karl Rinner und Günter Chesi gebildet hatte. Auch eine Kooperation mit Forschern der Elektrotechnik (Prof. Willibald Riedler) existierte bereits.
Mit der Gründung des Instituts für Weltraumforschung im Jahre 1971 wurden  die österreichischen Aktivitäten im Bereich der Weltraumforschung in Graz zusammengefasst. Das Institut, das seit Oktober 2021 von Christiane Helling geleitet wird, gliedert sich in folgende acht Forschungsbereiche:
- Exoplaneten: Wetter und Klima
- Exoplaneten: Charakterisierung und Evolution
- Protoplanetare Scheiben und Astrochemie
- Planetenphysik im Sonnensystem
- Weltraumplasmaphysik
- Bordcomputer
- Weltraummagnetometer
- Satellite Laser Ranging

Inzwischen wurde dieses Institut mit rund 100 Mitarbeiter aus zwanzig verschiedenen Nationen zu einem der größten Institute der ÖAW (Akademie der Wissenschaften). Da die Mitarbeiter dieser Einrichtung auf sechs Standorte in Graz verteilt waren, errichtete die ÖAW in den Jahren 1998–2000 in Graz-Messendorf das Victor Franz Hess-Forschungszentrum Graz (ÖAW-FZG), um alle Aktivitäten möglichst an einem Standort zu konzentrieren. Nur der Forschungsbereich Satellite Laser Ranging verblieb am Observatorium Lustbühel.